# Nyala (antilope)
De nyala (Tragelaphus angasii) is een antilope uit de familie Bovidae.

## Kenmerken
Het mannetje heeft tot 70 cm lange hoorns, die in een lichte spiraal lopen. Hij heeft ook lange haarbossen op zijn keel en onderbuik. Het vrouwtje heeft geen hoorns en ook geen haarbossen. Het mannetje is donkerbruin, met wit op de snuit en in de nek. Het vrouwtje, zoals hier op de foto, is licht roodachtig bruin met duidelijke strepen. Het mannetje kan tot 1,10 m hoog worden, het vrouwtje blijft ongeveer 15 centimeter kleiner. De lichaamslengte bedraagt 140 tot 160 cm, de staartlengte 40 tot 65 cm en het gewicht 55 tot 125 kg. Nyala's leven alleen of in kleine groepen.

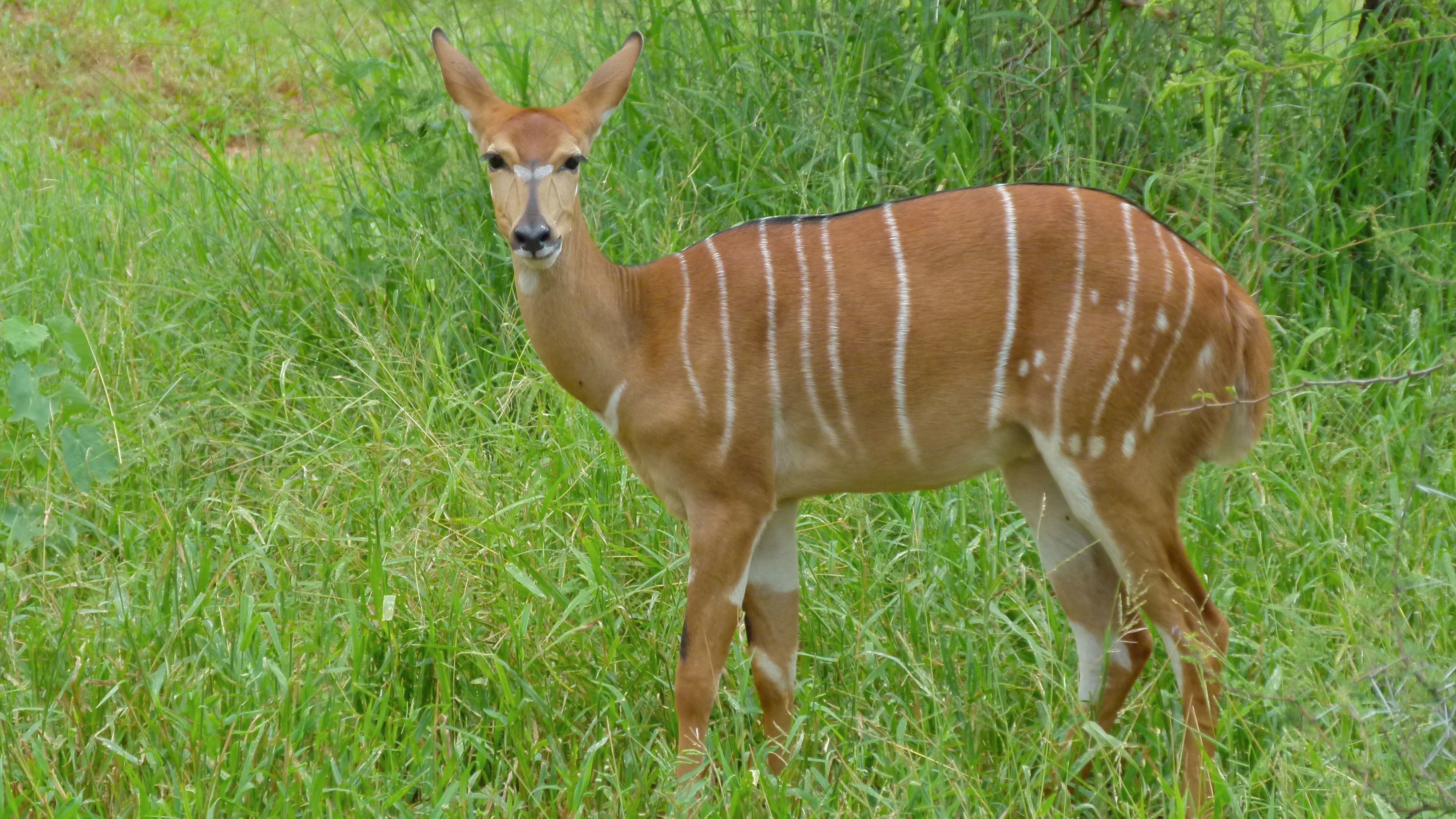
Vrouwtje

## Leefwijze
Ze grazen en eten loof van struiken, vaak hoog op de achterpoten staand.

## Verspreiding
Deze soort komt voor in dichte struwelen bij water in zuidelijk Afrika (Malawi, Mozambique, Zambia, Zimbabwe en Zuid-Afrika).